# 表參道站
表參道站（日语：／ Omotesandō eki */?）是位於日本東京都港區北青山三丁目，屬於東京地下鐵的鐵路車站。站名來自明治神宮的表參道（都道413號）與青山通（國道246號）的路口地下。本站有銀座線、千代田線、半藏門線3條路線停靠。銀座線的車站編號是G 02、千代田線是C 04、半藏門線是Z 02。

## 歷史
- 1938年（昭和13年）11月18日：東京高速鐵道（日语：東京高速鉄道）車站啟用。當時站名為青山六丁目站。
- 1939年（昭和14年）9月16日：改名神宮前站。
- 1941年（昭和16年）9月1日：東京高速鐵道車站設施讓渡與帝都高速度交通營團（營團地下鐵）。
- 1954年（昭和29年）8月27日：開展神宮前站車站擴建工程。
- 1972年（昭和47年）10月20日：千代田線表參道站啟用。同時為免銀座線站名與千代田線舊稱神宮前站的明治神宮前站引起混亂，故改名表參道站。
- 1978年（昭和53年）8月1日：半藏門線表參道站啟用。同時銀座線月台移動至現時位置。
- 1986年（昭和61年）9月27日：開始販賣鐵路便當「METRO-LUNCH PAC-CIKA」[2]。
- 2004年（平成16年）4月1日：營團地下鐵民營化，銀座線、千代田線、半藏門線由東京地下鐵繼承。
- 2005年（平成17年）12月2日：東京地下鐵的商業設施「Echika表參道」開幕。
- 2008年（平成20年）3月15日：小田急浪漫特快開始與千代田線直通運行。
- 2016年（平成28年）11月：5、6日與19、20日伴隨銀座線澀谷站軌道切換工程，銀座線在此站－青山一丁目間進行單線並列運行[3]。
- 2017年（平成29年）12月：作為地下鐵開通90周年紀念活動一環，銀座線舊神宮前站跡與舊萬世橋站跡進行有限期（1至18日）的點亮儀式[4]。

## 車站構造

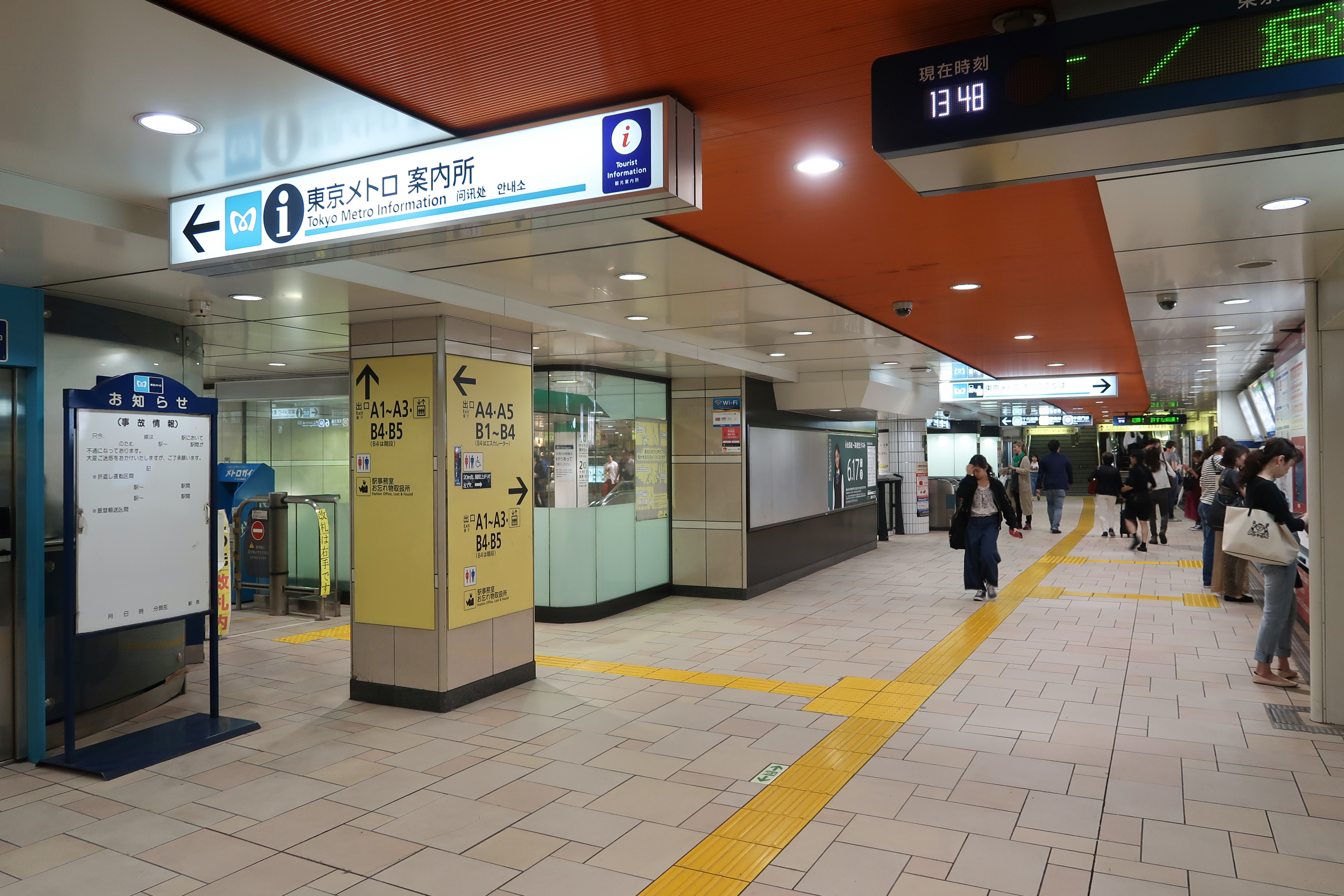
千代田線地下2樓（2018年）

此站為站務管區所在站。表參道站務管區負責管理表參道地域、永田町地域、明治神宮前地域。

### 地下1樓 銀座線、半藏門線
銀座線與半藏門線共用地下1樓2面4線的島式月台。內側2線為銀座線、外側2線為半藏門線。因此澀谷方向與青山一丁目方向的列車可進行跨月台轉乘。
4號月台牆壁的站名標示標記半藏門線的路線名及兩者的下一站站名（青山一丁目／外苑前），卻隱藏了銀座線的標記。

### 地下2樓、地下1樓 大廳
地下2樓是剪票口與商業設施所在的大廳層。其上層地下1樓也有大廳。另外，千代田線代代木上原側的剪票口在地下1樓，可直通地下3樓。除此以外的剪票口都在地下2樓。
站內商業設施「Echica表參道」租戶分散在剪票口內外。因此，周六日人潮眾多。而本站也有東京地下鐵定期券販售處以外的唯一一個Tokyo Metro To Me Card專用點數機。
廁所位於地下1樓中央側剪票口外與千代田線代代木上原側剪票口內。

### 地下3樓 千代田線
千代田線月台位於地下3樓、1面2線的島式月台。近乃木坂一側設有剪式橫渡線，緊急時可供折返用。

### 月台配置
| 月台                            | 路線     | 目的地                                     |
| ------------------------------- | -------- | ------------------------------------------ |
| 千代田線月台（地下3樓）         |          |                                            |
| 1                               | 千代田線 | 代代木上原、伊勢原方向                     |
| 2                               | 千代田線 | 大手町、北千住、綾瀨、取手方向             |
| 銀座線、半藏門線月台（地下1樓） |          |                                            |
| 3                               | 半藏門線 | 澀谷、中央林間方向                         |
| 4                               | 銀座線   | 往澀谷                                     |
| 5                               | 銀座線   | 銀座、淺草方向                             |
| 6                               | 半藏門線 | 大手町、押上〈晴空塔前〉、久喜、南栗橋方向 |

（來源：東京地下鐵:構內圖 （页面存档备份，存于））

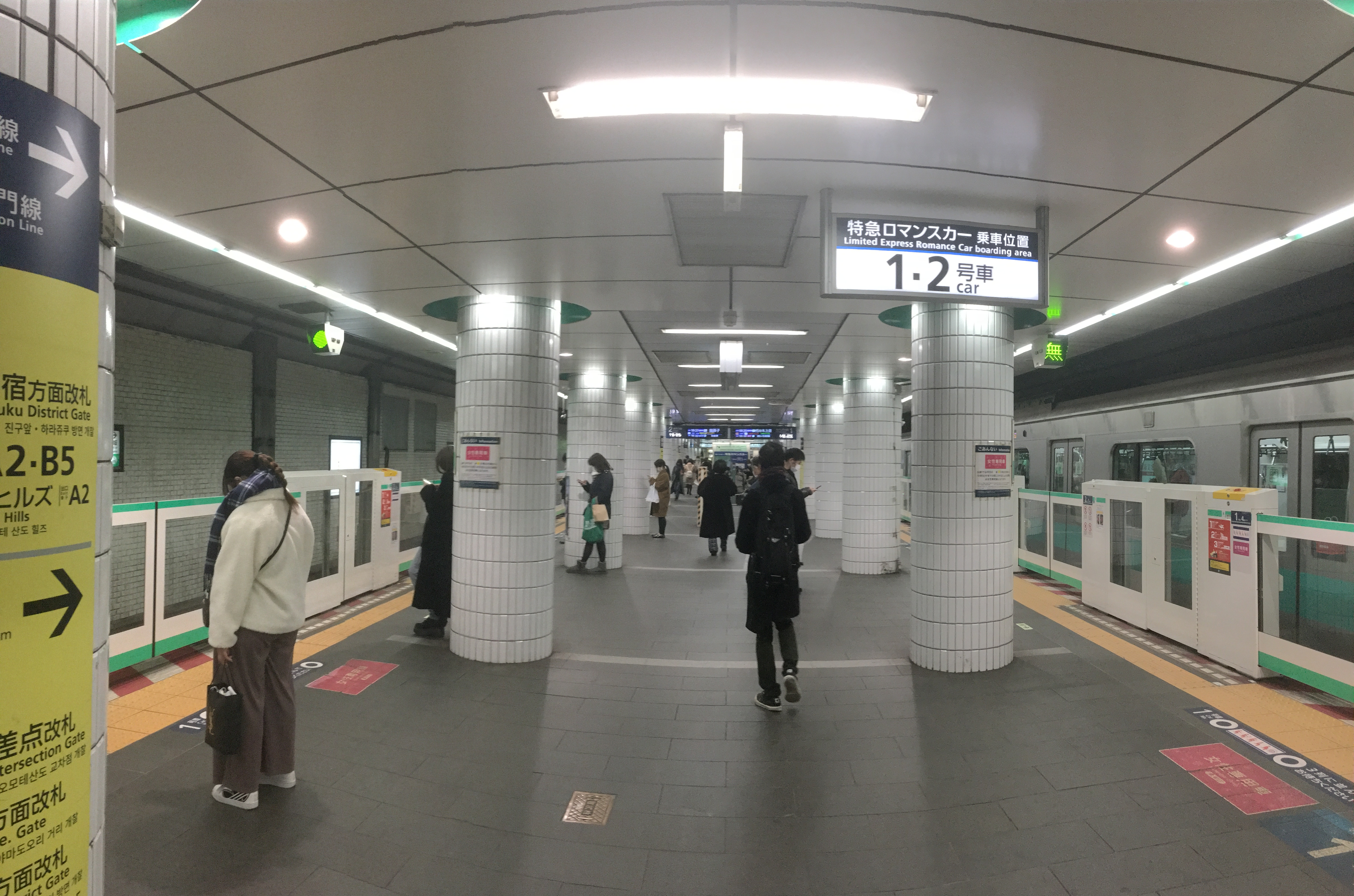
1號與2號月台（2020年12月）
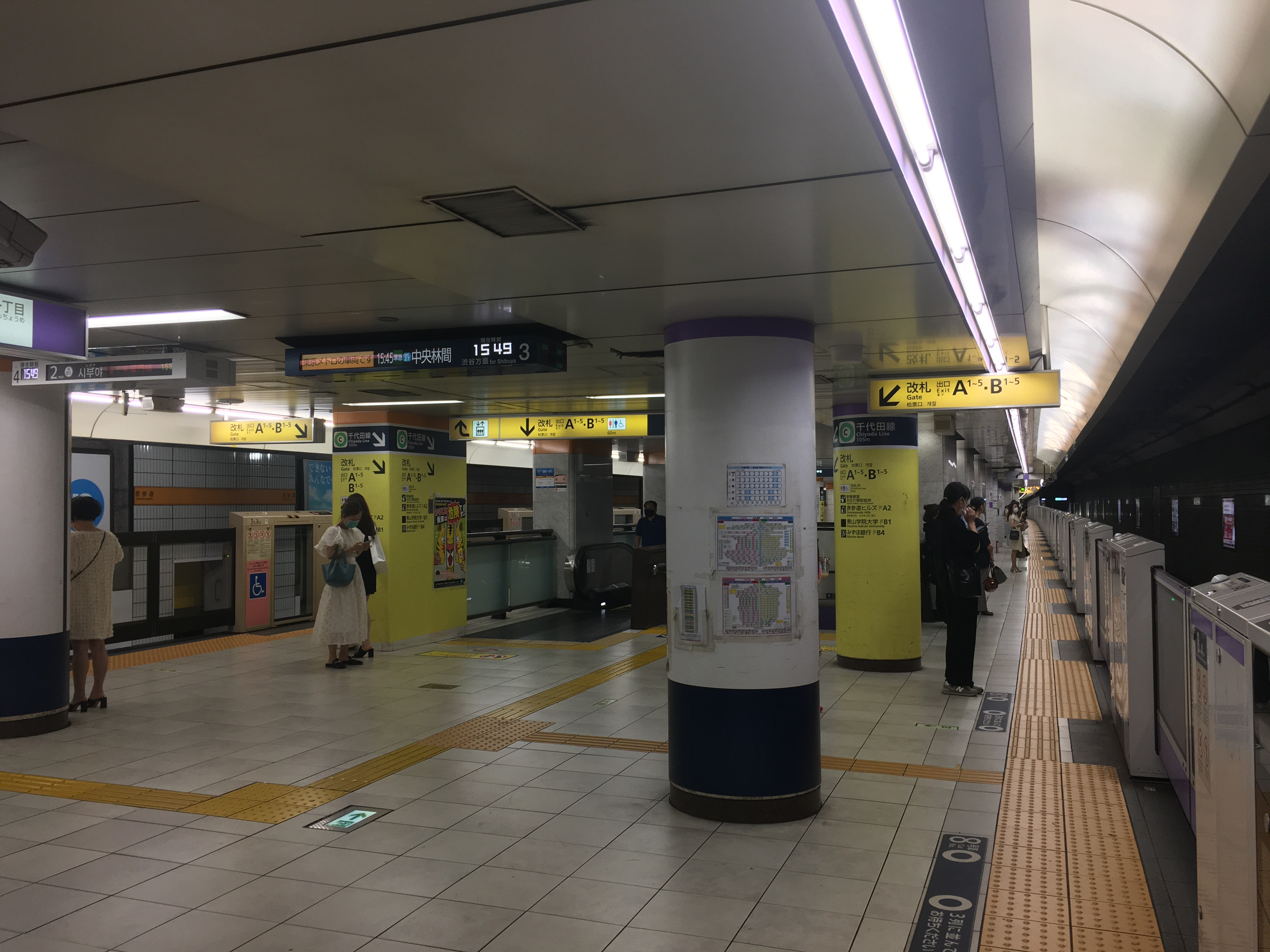
3號與4號月台（2020年12月）
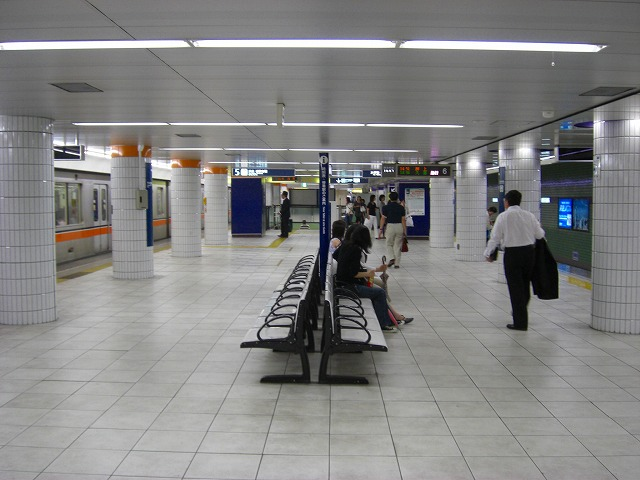
5號與6號月台（2007年7月）

### 扶手電梯、升降機
- 以下地點設有扶手電梯。

- 剪票口內：月台至大廳間
- 剪票口外：地下2樓大廳至地下1樓大廳（A4、A5出口方向／A3出口方向／B4出口方向）間，B3、B4、B5出入口

- 以下地點設有升降機。

- 剪票口內：月台至大廳間

- 千代田線月台與大廳之間於2000年設置了聯絡升降機，起初聯絡地下1樓的剪票口，2005年隨着改善工程完工，廢除了剪票口，改為連接地下2樓。

- 剪票口外：B3出入口

### 出入口
| 出入口                | 往地面電扶梯 | 照片 | 周邊設施、建物                                                                                                 |
| --------------------- | ------------ | ---- | --- |
| A1*                   |              |      | oak表參道 / 日本看護協會 / 三菱UFJ銀行                                                                         |
| A2*                   |              |      | ANNIVERSAIRE表參道 / 伊藤醫院 / 表參道·新潟館N'ESPACE / 表參道之丘 / 神宮前小學校                              |
| A3                    |              |      | 青山兒童館 / 表參道交番 / 表參道交差點                                                                         |
| A4                    |              |      | 青山生涯學習館 / 青南小學校                                                                                    |
| A5                    |              |      | 岡本太郎紀念館 / 根津美術館 / FROM-1ST大樓 / 南青山第一公寓                                                    |
| B1*                   |              |      | IVY HALL（青學會館） / 青山學院大學 / 小原流會館 / SPIRAL / 住友南青山大樓 / 日果威士忌本社大樓 / 三井住友銀行 |
| B2*                   |              |      | Ao大樓 / 紀之國屋International / 聯合國大學本部 / Cosmos青山 / 東京女性廣場 / 東京都住宅供給公社（JKK東京）    |
| B3                    |              |      | 青山Rise Square / JCB本社 / 福井南青山291                                                                      |
| B4                    |              |      | 表參道交差點 / 瑞穗銀行 / 明治安田生命青山Palacio                                                              |
| B5                    |              |      | 明治安田生命青山Palacio                                                                                        |
| *出入口有開放時間限制 |              |      | |

## 利用狀況
- 東京地下鐵 - 2017年度1日平均上下車人次為182,125人[利用客数 1]。
東京地下鐵全部130個車站當中次於日本橋站排行第14位。此數值不包括東京地下鐵線內的轉乘人次。
  - 若包括東京地下鐵線內轉乘人次，2017年度的各路線1日平均上下車人次如下表[乗降データ 1]。
    - 銀座線 - 223,366人 - 同線內次於新橋站、日本橋站、澀谷站排行第4位。
    - 千代田線 - 186,568人 - 同線內次於綾瀨站、北千住站、代代木上原站、大手町站排行第5位。
    - 半蔵門線 - 211,305人 - 同線內次於澀谷站排行第2位。

### 各年度1日平均上下車人次
近年的1日平均上下車人次如下表。
| 年度               | 營團 / 東京地下鐵  | 營團 / 東京地下鐵 |
| 年度               | 1日平均 上下車人次 | 增長率            |
| ------------------ | ------------------ | ----------------- |
| 1992年（平成04年） | 109,187            |                   |
| 1993年（平成05年） | 105,437            | −3.4%             |
| 1994年（平成06年） | 110,124            | 4.4%              |
| 1995年（平成07年） | 111,978            | 1.7%              |
| 1996年（平成08年） | 113,119            | 1.0%              |
| 1997年（平成09年） | 114,151            | 0.9%              |
| 1998年（平成10年） | 114,601            | 0.4%              |
| 1999年（平成11年） | 118,615            | 3.5%              |
| 2000年（平成12年） | 122,369            | 3.2%              |
| 2001年（平成13年） | 125,280            | 2.4%              |
| 2002年（平成14年） | 126,496            | 1.0%              |
| 2003年（平成15年） | 129,292            | 2.2%              |
| 2004年（平成16年） | 129,824            | 0.4%              |
| 2005年（平成17年） | 134,651            | 3.7%              |
| 2006年（平成18年） | 144,877            | 7.6%              |
| 2007年（平成19年） | 151,667            | 4.7%              |
| 2008年（平成20年） | 151,601            | 0.0%              |
| 2009年（平成21年） | 148,428            | −2.1%             |
| 2010年（平成22年） | 146,476            | −1.3%             |
| 2011年（平成23年） | 143,772            | −1.8%             |
| 2012年（平成24年） | 150,569            | 4.7%              |
| 2013年（平成25年） | 163,137            | 8.3%              |
| 2014年（平成26年） | 168,713            | 3.4%              |
| 2015年（平成27年） | 174,394            | 3.4%              |
| 2016年（平成28年） | 177,078            | 1.5%              |
| 2017年（平成29年） | 182,125            | 2.9%              |

### 各年度1日平均上車人次（1956年－2000年）
近年1日平均上車人次如下表。
| 年度               | 銀座線 | 千代田線 | 半藏門線 | 來源              |
| ------------------ | ------ | -------- | -------- | ----------------- |
| 1956年（昭和31年） | 3,522  | 未開業   | 未開業   | [ 東京都統計 1 ]  |
| 1957年（昭和32年） | 3,751  | 未開業   | 未開業   | [ 東京都統計 2 ]  |
| 1958年（昭和33年） | 3,955  | 未開業   | 未開業   | [ 東京都統計 3 ]  |
| 1959年（昭和34年） | 6,348  | 未開業   | 未開業   | [ 東京都統計 4 ]  |
| 1960年（昭和35年） | 6,816  | 未開業   | 未開業   | [ 東京都統計 5 ]  |
| 1961年（昭和36年） | 7,032  | 未開業   | 未開業   | [ 東京都統計 6 ]  |
| 1962年（昭和37年） | 5,703  | 未開業   | 未開業   | [ 東京都統計 7 ]  |
| 1963年（昭和38年） | 7,142  | 未開業   | 未開業   | [ 東京都統計 8 ]  |
| 1964年（昭和39年） | 8,140  | 未開業   | 未開業   | [ 東京都統計 9 ]  |
| 1965年（昭和40年） | 10,192 | 未開業   | 未開業   | [ 東京都統計 10 ] |
| 1966年（昭和41年） | 9,557  | 未開業   | 未開業   | [ 東京都統計 11 ] |
| 1967年（昭和42年） | 10,445 | 未開業   | 未開業   | [ 東京都統計 12 ] |
| 1968年（昭和43年） | 11,967 | 未開業   | 未開業   | [ 東京都統計 13 ] |
| 1969年（昭和44年） | 13,019 | 未開業   | 未開業   | [ 東京都統計 14 ] |
| 1970年（昭和45年） | 15,205 | 未開業   | 未開業   | [ 東京都統計 15 ] |
| 1971年（昭和46年） | 18,128 | 未開業   | 未開業   | [ 東京都統計 16 ] |
| 1972年（昭和47年） | 18,246 | 7,987    | 未開業   | [ 東京都統計 17 ] |
| 1973年（昭和48年） | 19,660 | 9,225    | 未開業   | [ 東京都統計 18 ] |
| 1974年（昭和49年） | 15,704 | 6,715    | 未開業   | [ 東京都統計 19 ] |
| 1975年（昭和50年） | 15,221 | 8,096    | 未開業   | [ 東京都統計 20 ] |
| 1976年（昭和51年） | 15,370 | 8,307    | 未開業   | [ 東京都統計 21 ] |
| 1977年（昭和52年） | 14,945 | 8,386    | 未開業   | [ 東京都統計 22 ] |
| 1978年（昭和53年） | 14,362 | 10,545   | 1,856    | [ 東京都統計 23 ] |
| 1979年（昭和54年） | 15,205 | 11,404   | 3,101    | [ 東京都統計 24 ] |
| 1980年（昭和55年） | 16,926 | 12,378   | 3,737    | [ 東京都統計 25 ] |
| 1981年（昭和56年） | 18,236 | 13,395   | 4,342    | [ 東京都統計 26 ] |
| 1982年（昭和57年） | 19,170 | 13,863   | 4,855    | [ 東京都統計 27 ] |
| 1983年（昭和58年） | 20,052 | 14,779   | 5,730    | [ 東京都統計 28 ] |
| 1984年（昭和59年） | 21,386 | 15,608   | 6,707    | [ 東京都統計 29 ] |
| 1985年（昭和60年） | 21,866 | 16,644   | 7,310    | [ 東京都統計 30 ] |
| 1986年（昭和61年） | 22,814 | 17,074   | 8,044    | [ 東京都統計 31 ] |
| 1987年（昭和62年） | 22,847 | 17,650   | 8,331    | [ 東京都統計 32 ] |
| 1988年（昭和63年） | 23,060 | 18,005   | 9,060    | [ 東京都統計 33 ] |
| 1989年（平成元年） | 22,781 | 17,542   | 11,304   | [ 東京都統計 34 ] |
| 1990年（平成02年） | 22,745 | 18,016   | 13,129   | [ 東京都統計 35 ] |
| 1991年（平成03年） | 22,385 | 18,172   | 13,612   | [ 東京都統計 36 ] |
| 1992年（平成04年） | 21,712 | 17,874   | 13,444   | [ 東京都統計 37 ] |
| 1993年（平成05年） | 21,496 | 17,885   | 13,370   | [ 東京都統計 38 ] |
| 1994年（平成06年） | 22,447 | 17,800   | 14,200   | [ 東京都統計 39 ] |
| 1995年（平成07年） | 22,943 | 17,150   | 14,683   | [ 東京都統計 40 ] |
| 1996年（平成08年） | 23,589 | 17,367   | 14,830   | [ 東京都統計 41 ] |
| 1997年（平成09年） | 23,942 | 17,225   | 14,882   | [ 東京都統計 42 ] |
| 1998年（平成10年） | 24,129 | 17,227   | 15,167   | [ 東京都統計 43 ] |
| 1999年（平成11年） | 24,544 | 17,533   | 15,546   | [ 東京都統計 44 ] |
| 2000年（平成12年） | 25,288 | 17,430   | 16,104   | [ 東京都統計 45 ] |

### 各年度1日平均上車人次（2001年以後）
| 年度               | 銀座線 | 千代田線 | 半藏門線 | 來源              |
| ------------------ | ------ | -------- | -------- | ----------------- |
| 2001年（平成13年） | 25,759 | 16,707   | 16,625   | [ 東京都統計 46 ] |
| 2002年（平成14年） | 25,655 | 17,129   | 16,841   | [ 東京都統計 47 ] |
| 2003年（平成15年） | 25,730 | 16,757   | 18,404   | [ 東京都統計 48 ] |
| 2004年（平成16年） | 25,644 | 17,247   | 18,838   | [ 東京都統計 49 ] |
| 2005年（平成17年） | 27,266 | 18,208   | 19,866   | [ 東京都統計 50 ] |
| 2006年（平成18年） | 29,356 | 19,671   | 21,592   | [ 東京都統計 51 ] |
| 2007年（平成19年） | 30,464 | 20,918   | 22,087   | [ 東京都統計 52 ] |
| 2008年（平成20年） | 28,118 | 23,025   | 21,951   | [ 東京都統計 53 ] |
| 2009年（平成21年） | 26,956 | 23,195   | 21,759   | [ 東京都統計 54 ] |
| 2010年（平成22年） | 26,446 | 22,619   | 21,898   | [ 東京都統計 55 ] |
| 2011年（平成23年） | 26,033 | 22,257   | 21,489   | [ 東京都統計 56 ] |
| 2012年（平成24年） | 27,419 | 22,951   | 22,660   | [ 東京都統計 57 ] |
| 2013年（平成25年） | 27,684 | 25,506   | 25,747   | [ 東京都統計 58 ] |
| 2014年（平成26年） | 29,095 | 25,923   | 26,569   | [ 東京都統計 59 ] |
| 2015年（平成27年） | 29,902 | 27,019   | 27,374   | [ 東京都統計 60 ] |
| 2016年（平成28年） | 30,268 | 27,871   | 27,493   | [ 東京都統計 61 ] |

備考
1. ↑  1972年10月30日開業。開業日から1973年3月31日までの計153日間を集計したデータ。
2. ↑  1978年8月1日開業。開業日から1979年3月31日までの計243日間を集計したデータ。

## 車站周邊
- 國道246號（青山通）
- 青山鑽石廳
- HANAE MORI大樓
- Spiral（日语：スパイラル (建築物)）
- JBP橢圓大樓
- Ao大樓（日语：Ao (複合商業ビル)）
- FROM-1st大樓
- 兒童之城（日语：こどもの城）
  - 青山劇場（日语：青山劇場）
  - 青山圓形劇場（日语：青山円形劇場）
- 澀谷青山通郵政局
- 瑞穗銀行 青山支店
- 三菱東京日聯銀行
  - 表參道支店
  - 青山支店
- 表參道Hills（同潤會（日语：同潤会）青山公寓遺跡）
- 明治通（明治神宮前站）
- 骨董通（日语：骨董通り）
- 小原流會館
- 御幸通
- 港區立青南小學（日语：港区立青南小学校）
- 港區立青南幼稚園
- 根津美術館
- 聯合國大學
- 學校法人青山學院（日语：学校法人青山学院）
  - 青山學院大學
  - 青山學院女子短期大學
  - 青山學院中等部·高等部（日语：青山学院中等部・高等部）
  - 青山學院初等部（日语：青山学院初等部）
  - 青山學院幼稚園（日语：青山学院幼稚園）
- 北青山醫院
- 奧斯卡傳播（經紀公司）
- World（日语：ワールド (企業)） 北青山辦公室
- 渡邊娛樂
  - 表參道FAB

## 巴士路線
表參道站
- 澀谷區社區巴士『八公巴士（日语：ハチ公バス）』（富士特快（日语：フジエクスプレス）） 
  - <神宮之杜線> 千駄谷站、參宮橋、代代木站、澀谷站公公口方向
- 港區社區巴士『Chii-Bus（日语：ちぃばす）』（富士特快）
  - <青山線> 青山一丁目站前、赤坂見附站方向／西麻布、六本木新城方向
- 此外，都營巴士負責營運的劇場巴士設有下車站。營運至2000年12月11日的茶81系統（日语：都営バス渋谷営業所#茶81系統）澀谷站行巴士站曾經使用此站。御茶之水站方向行巴士站隨着茶81系統廢除而撤去。
- 都營巴士「表參道」巴士站（路線為池86系統（日语：都営バス早稲田営業所#池86系統）、早81系統）位於明治通，最接近車站不是此站，而是千代田線鄰站明治神宮前站。

## 其他
- 銀座線在2003年以前僅有本站與虎之門站、上野站有進站音樂，發車廣播僅有本站實施，之後隨著列車資訊顯示器的設置擴大實施至全部車站。
- 半藏門線與銀座線為避免發車鈴聲重疊，因此採用不同鈴聲。
- 2008年3月15日起的千代田線直通浪漫特快「Metro相模」、「Metro箱根」、「Metro Homeway」雖還停靠北千住站、大手町站、霞關站，但以前運行的臨時列車「Bay Resort」（ベイリゾート）在千代田線內僅停靠本站。
- 2011年4月1日，富士電視台撥放的《金曜プレステージ・人志松本のいっぱい○○な話〜ヨダレも決めても豪華有名人SP〜》節目中，演員江成和己（日语：えなりかずき）提及他因對於本站男子廁所便器與使用人數不成比例而打電話向東京地下鐵抗議，之後東京地下鐵表達將會改善，實際上也擴增了本站的男子廁所。
- 山下達郎1983年推出的單曲《Sprinkler》（スプリンクラー）是以本站為舞台[5]。

### 神宮前站
神宮前站（日语：／ Jingū-mae eki */?）是銀座線表參道站過去的站名。
銀座線表參道站在開業時是位在現在位置靠澀谷方向側。1938年開業時名為「青山六丁目站」，1939年因鄰近明治神宮而改名為「神宮前站」。
1972年千代田線開業後，神宮前站改稱「表參道站」，相互成為轉乘站，但需經由地上步行轉乘。因此，半藏門線開業時同時建設該線與銀座線月台，並將神宮前站月台往新橋側移動，形成現在的配置。神宮前站舊月台仍保留在車站往澀谷方向處，兩月台雖相互連結，但禁止一般人進入，現作為資材放置處。
本站也是營團轉為東京地下鐵的車站中唯一一座二度改名的車站。
2012年8月6日至同年8月12日，為宣傳電影《普羅米修斯》，將銀座線舊月台布置為「『普羅米修斯』神祕車站」。

## 相鄰車站
東京地下鐵
 銀座線
澀谷（G 01）－表參道（G 02）－外苑前（G 03）
 千代田線

明治神宮前〈原宿〉（C 03）－表參道（C 04）－乃木坂（C 05）
 半藏門線
澀谷（Z 01）－表參道（Z 02）－青山一丁目（Z 03）

### 利用狀況資料來源
地下鐵1日平均使用人數
1. ↑  各駅の乗降人員ランキング （页面存档备份，存于） - 東京メトロ

地下鐵統計資料
1. ↑  各種報告書 （页面存档备份，存于） - 関東交通広告協議会
2. ↑  行政資料集 （页面存档备份，存于） - 港区

東京都統計年鑑
1. ↑  昭和31年PDF - 15ページ
2. ↑  昭和32年PDF - 15ページ
3. ↑  昭和33年PDF - 15ページ
4. ↑  .   [2019-01-05]. （原始内容存档于2016-03-05）.
5. ↑  .   [2019-01-05]. （原始内容存档于2016-03-05）.
6. ↑  .   [2019-01-05]. （原始内容存档于2015-06-29）.
7. ↑  .   [2019-01-05]. （原始内容存档于2015-06-29）.
8. ↑  .   [2019-01-05]. （原始内容存档于2015-06-29）.
9. ↑  .   [2019-01-05]. （原始内容存档于2015-06-29）.
10. ↑  .   [2019-01-05]. （原始内容存档于2016-03-05）.
11. ↑  .   [2019-01-05]. （原始内容存档于2016-03-05）.
12. ↑  .   [2019-01-05]. （原始内容存档于2016-03-05）.
13. ↑  .   [2019-01-05]. （原始内容存档于2016-03-05）.
14. ↑  .   [2019-01-05]. （原始内容存档于2016-03-05）.
15. ↑  .   [2019-01-05]. （原始内容存档于2016-03-05）.
16. ↑  .   [2019-01-05]. （原始内容存档于2015-06-29）.
17. ↑  .   [2019-01-05]. （原始内容存档于2015-06-29）.
18. ↑  .   [2019-01-05]. （原始内容存档于2015-06-29）.
19. ↑  .   [2019-01-05]. （原始内容存档于2016-03-05）.
20. ↑  .   [2019-01-05]. （原始内容存档于2016-06-02）.
21. ↑  .   [2019-01-05]. （原始内容存档于2015-06-29）.
22. ↑  .   [2019-01-05]. （原始内容存档于2016-03-05）.
23. ↑  .   [2019-01-05]. （原始内容存档于2015-06-29）.
24. ↑  .   [2019-01-05]. （原始内容存档于2016-03-05）.
25. ↑  .   [2019-01-05]. （原始内容存档于2016-03-05）.
26. ↑  .   [2019-01-05]. （原始内容存档于2016-03-05）.
27. ↑  .   [2019-01-05]. （原始内容存档于2015-06-29）.
28. ↑  .   [2019-01-05]. （原始内容存档于2015-06-29）.
29. ↑  .   [2019-01-05]. （原始内容存档于2015-06-29）.
30. ↑  .   [2019-01-05]. （原始内容存档于2016-03-05）.
31. ↑  .   [2019-01-05]. （原始内容存档于2016-03-05）.
32. ↑  .   [2019-01-05]. （原始内容存档于2015-06-29）.
33. ↑  .   [2019-01-05]. （原始内容存档于2016-03-05）.
34. ↑  .   [2019-01-05]. （原始内容存档于2016-03-05）.
35. ↑  .   [2019-01-05]. （原始内容存档于2016-03-05）.
36. ↑  .   [2019-01-05]. （原始内容存档于2016-03-05）.
37. ↑  .   [2016-04-02]. （原始内容存档于2013-08-15）.
38. ↑  .   [2016-04-02]. （原始内容存档于2013-02-03）.
39. ↑  .   [2016-04-02]. （原始内容存档于2013-02-03）.
40. ↑  .   [2016-04-02]. （原始内容存档于2013-02-03）.
41. ↑  .   [2016-04-02]. （原始内容存档于2013-02-03）.
42. ↑  .   [2016-04-02]. （原始内容存档于2016-03-04）.
43. ↑  平成10年PDF
44. ↑  平成11年PDF
45. ↑  .   [2016-04-02]. （原始内容存档于2016-03-04）.
46. ↑  .   [2016-04-02]. （原始内容存档于2016-03-04）.
47. ↑  .   [2016-04-02]. （原始内容存档于2017-07-29）.
48. ↑  .   [2016-04-02]. （原始内容存档于2017-07-29）.
49. ↑  .   [2016-04-02]. （原始内容存档于2017-07-29）.
50. ↑  .   [2016-04-02]. （原始内容存档于2017-07-29）.
51. ↑  .   [2016-04-02]. （原始内容存档于2017-07-29）.
52. ↑  .   [2016-04-02]. （原始内容存档于2017-07-29）.
53. ↑  .   [2016-04-02]. （原始内容存档于2017-07-29）.
54. ↑  .   [2016-04-02]. （原始内容存档于2016-03-26）.
55. ↑  .   [2016-04-02]. （原始内容存档于2016-03-27）.
56. ↑  .   [2016-04-02]. （原始内容存档于2016-03-25）.
57. ↑  .   [2016-04-02]. （原始内容存档于2016-03-27）.
58. ↑  .   [2019-01-05]. （原始内容存档于2016-03-22）.
59. ↑  .   [2016-07-10]. （原始内容存档于2017-07-30）.
60. ↑  .   [2019-01-05]. （原始内容存档于2018-11-09）.
61. ↑  .   [2019-01-05]. （原始内容存档于2019-05-02）.

## 外部連結
- 東京地下鐵 – 表參道站 （页面存档备份，存于）（繁體中文）
- Echika表參道 （页面存档备份，存于）（日語）